# Como Calcio 1981-1982
Questa voce raccoglie le informazioni riguardanti il Como Calcio nelle competizioni ufficiali della stagione 1981-1982.

## Stagione

Il neoacquisto Dieter Mirnegg

Non è riuscita l'impresa di restare tra le "elette" per il terzo anno consecutivo. La partenza di Vierchowod si è fatta sentire, soprattutto perché Tendi e l'austriaco Mirnegg (anche il Como ha voluto ingaggiare uno straniero, ma ha optato per un difensore, anziché per un uomo-gol) hanno fatto rimpiangere lo Zar.
Anche in prima linea l'annata negativa di Marco Nicoletti ha pesato parecchio sul rendimento della squadra. Marchioro alla 14ª giornata (dopo il pari a Cesena) fu esonerato; lasciò Como dopo tre anni e mezzo di permanenza: aveva bisogno di cambiare aria, perché certe sue decisioni sull'impiego e l'acquisto di giocatori (tra cui Calloni) erano apparse cervellotiche.
Un'annata che è stata la peggiore fra quelle giocate dal Como in Serie A (peggiore attacco, difesa e differenza reti, maggior numero di sconfitte), tuttavia il lancio di una nidiata di giovani promesse consentirà alla società di essere all'avanguardia fra i "cadetti". Tra questi, da Reggio Emilia ritornerà all'ovile Gianfranco Matteoli, cui Marchioro non aveva mai concesso eccessiva fiducia: su di lui verrà costruito il Como del futuro.
Il girone di andata fu disastroso, con solo una vittoria (contro il Cagliari alla nona di campionato per 2-1). Neanche con l'arrivo di Gianni Seghedoni (dalla 15ª giornata) le cose per i lariani andarono meglio, con successi solo contro il Milan e il Cesena; furono vittorie inutili, poiché la sconfitta in Sardegna del 28 marzo 1982 sarà fatale per gli azzurri, che retrocedono con largo anticipo in Serie B.

## Divise e sponsor
Lo sponsor tecnico fu Superga, mentre lo sponsor ufficiale fu Fantic Motor (azienda motociclistica che aveva il suo stabilimento all'epoca a Barzago).
| Casa | Trasferta |

## Organigramma societario
Area direttiva
- Presidente: Mario Beretta
- Segretario: Carlo Lambrugo

Area tecnica
- Direttore sportivo: Francesco Lamberti
- Allenatore: Giuseppe Marchioro, poi dall'11 gennaio Gianni Seghedoni

Area sanitaria
- Medico sociale: Paolo Mascetti
- Massaggiatore: Roberto Mauri

## Rosa
| N. |                    | Ruolo | Calciatore           |
| -- | ------------------ | ----- | -------------------- |
|    | Italia (bandiera)  | P     | Simone Braglia       |
|    | Italia (bandiera)  | P     | Giuliano Giuliani    |
|    | Italia (bandiera)  | P     | Roberto Renzi        |
|    | Italia (bandiera)  | D     | Massimo Albiero      |
|    | Italia (bandiera)  | D     | Albano Canazza       |
|    | Italia (bandiera)  | D     | Silvano Fontolan     |
|    | Austria (bandiera) | D     | Hans-Dieter Mirnegg  |
|    | Italia (bandiera)  | D     | Gabriele Morganti    |
|    | Italia (bandiera)  | D     | Roberto Soldà        |
|    | Italia (bandiera)  | D     | Alessio Tendi        |
|    | Italia (bandiera)  | D     | Antonio Tempestilli  |
|    | Italia (bandiera)  | C     | Giuseppe Maria Butti |
|    | Italia (bandiera)  | C     | Giuseppe De Gradi    |
|    | Italia (bandiera)  | C     | Domenico Di Carlo    |

| N. |                   | Ruolo | Calciatore                  |
| -- | ----------------- | ----- | --------------------------- |
|    | Italia (bandiera) | C     | Luca Danilo Fusi            |
|    | Italia (bandiera) | C     | Roberto Galia               |
|    | Italia (bandiera) | C     | Renzo Gobbo                 |
|    | Italia (bandiera) | C     | Giovanni Invernizzi         |
|    | Italia (bandiera) | C     | Adriano Lombardi (capitano) |
|    | Italia (bandiera) | C     | Massimo Mancini             |
|    | Italia (bandiera) | C     | Lorenzo Mossini             |
|    | Italia (bandiera) | C     | Leonardo Occhipinti         |
|    | Italia (bandiera) | A     | Stefano Borgonovo           |
|    | Italia (bandiera) | A     | Egidio Calloni              |
|    | Italia (bandiera) | A     | Gianni De Rosa              |
|    | Italia (bandiera) | A     | Roberto Di Nicola           |
|    | Italia (bandiera) | A     | Marco Nicoletti             |

## Risultati

### Serie A

#### Girone di andata
| Arbitro: | Milan (Treviso) |

|                |           |  |
| Casagrande 67’ | Marcatori |  |

| Arbitro: | Facchin (Udine) |

|           |           |              |
| Gobbo 60’ | Marcatori | 63’ F. Gorin |

| Arbitro: | Lo Bello (Siracusa) |

|                                           |           |                 |
| Cabrini 18’ Bettega 34’ (rig.) Scirea 85’ | Marcatori | 59’ S. Fontolan |

| Arbitro: | Paparesta (Bari) |

|                                     |           |                            |
| Nicoletti 15’ G. De Rosa 68’ (rig.) | Marcatori | 74’ Pileggi 78’ R. Mancini |

| Arbitro: | Vitali (Bologna) |

|                                |           |  |
| C. Pellegrini 10’ Citterio 50’ | Marcatori |  |

| Arbitro: | Ciulli (Roma) |

|                    |           |             |
| Ranieri 81’ (aut.) | Marcatori | 59’ Năstase |

| Arbitro: | Facchin (Udine) |

|                |           |                 |
| Mandorlini 35’ | Marcatori | 84’ Tempestilli |

| Arbitro: | Ballerini (La Spezia) |

|            |           |                        |
| Jordan 20’ | Marcatori | 41’ (rig.) A. Lombardi |

| Arbitro: | Menicucci (Firenze) |

|                         |           |              |
| Calloni 60’ (rig.), 67’ | Marcatori | 83’ Selvaggi |

| Arbitro: | Pieri (Genova) |

|                                                         |           |  |
| Prohaska 31’ Oriali 48’ Beccalossi 58’ (rig.) Bagni 85’ | Marcatori |  |

| Arbitro: | Menegali (Roma) |

|  |           |                          |
|  | Marcatori | 23’ Orazi 88’ De Giorgis |

| Arbitro: | Mattei (Macerata) |

|                 |           |  |
| Pruzzo 23’, 65’ | Marcatori |  |

| Arbitro: | Pairetto (Torino) |

|  |           |           |
|  | Marcatori | 48’ Juary |

| Arbitro: | Bianciardi (Siena) |

|               |           |               |
| Schachner 16’ | Marcatori | 56’ Nicoletti |

| Arbitro: | Ciulli (Roma) |

|  |           |             |
|  | Marcatori | 24’ Bonesso |

#### Girone di ritorno
| Arbitro: | Barbaresco (Cormons) |

|               |           |                |
| Nicoletti 78’ | Marcatori | 36’ Vierchowod |

| Arbitro: | Patrussi (Ravenna) |

|                 |           |  |
| M. Briaschi 33’ | Marcatori |  |

| Arbitro: | Pieri (Genova) |

|  |           |                           |
|  | Marcatori | 78’ Cl. Gentile 87’ Brady |

| Arbitro: | Pairetto (Torino) |

|             |           |  |
| Colomba 46’ | Marcatori |  |

| Arbitro: | Angelelli (Terni) |

|  |           |                                           |
|  | Marcatori | 17’ R. Marino 33’, 59’, 88’ C. Pellegrini |

| Catanzaro 7 marzo 1982, ore 14.30 21ª giornata | Catanzaro        | 0 – 0 referto | Como | Stadio Militare\| Arbitro: \| Altobelli (Roma) \| |
| Arbitro:                                       | Altobelli (Roma) |               |      |                                                   |

| Arbitro: | Vitali (Bologna) |

|             |           |                        |
| Mossini 43’ | Marcatori | 6’ Carotti 12’ Torrisi |

| Arbitro: | Paparesta (Bari) |

|                            |           |  |
| Mossini 44’ M. Mancini 51’ | Marcatori |  |

| Arbitro: | Redini (Pisa) |

|                          |           |  |
| Piras 30’ Quagliozzi 80’ | Marcatori |  |

| Arbitro: | Patrussi (Ravenna) |

|               |           |           |
| Nicoletti 70’ | Marcatori | 34’ Bagni |

| Arbitro: | Pieri (Genova) |

|           |           |  |
| Orazi 82’ | Marcatori |  |

| Arbitro: | Vitali (Bologna) |

|  |           |            |
|  | Marcatori | 83’ Pruzzo |

| Arbitro: | Falzier (Treviso) |

|             |           |               |
| Vignola 82’ | Marcatori | 31’ Di Nicola |

| Arbitro: | Lanese (Messina) |

|                                |           |             |
| De Gradi 31’ Perego 35’ (aut.) | Marcatori | 85’ Garlini |

| Torino 16 maggio 1982, ore 14.30 30ª giornata | Torino            | 0 – 0 referto | Como | Stadio Comunale\| Arbitro: \| Pirandola (Lecce) \| |
| Arbitro:                                      | Pirandola (Lecce) |               |      |                                                    |

### Coppa Italia

#### Primo turno
| Arbitro: | Menicucci (Firenze) |

|            |           |  |
| Zanone 58’ | Marcatori |  |

| Arbitro: | Lombardo (Marsala) |

|           |           |            |
| Gobbo 75’ | Marcatori | 14’ Caccia |

| Arbitro: | Patrussi (Ravenna) |

|                               |           |                                      |
| Improta 30’ (rig.) Tacchi 71’ | Marcatori | 11’ (rig.) Nicoletti 63’ S. Fontolan |

| 2 settembre 1981 4ª giornata |  | – Turno riposo Como |  |  |

| Como 6 settembre 1981 5ª giornata | Como          | 0 – 0 | Cagliari | Stadio Giuseppe Sinigaglia\| Arbitro: \| Redini (Pisa) \| |
| Arbitro:                          | Redini (Pisa) |       |          |                                                           |

## Statistiche

### Statistiche di squadra
| Competizione | Punti | In casa | In casa | In casa | In casa | In casa | In casa | In trasferta | In trasferta | In trasferta | In trasferta | In trasferta | In trasferta | Totale | Totale | Totale | Totale | Totale | Totale | DR  |
| Competizione | Punti | G       | V       | N       | P       | Gf      | Gs      | G            | V            | N            | P            | Gf           | Gs           | G      | V      | N      | P      | Gf     | Gs     | DR  |
| ------------ | ----- | ------- | ------- | ------- | ------- | ------- | ------- | ------------ | ------------ | ------------ | ------------ | ------------ | ------------ | ------ | ------ | ------ | ------ | ------ | ------ | --- |
| Serie A      | 17    | 15      | 3       | 5       | 7       | 13      | 21      | 15           | 0            | 6            | 9            | 5            | 21           | 30     | 3      | 11     | 16     | 18     | 42     | -24 |
| Coppa Italia |       | 2       | 0       | 2       | 0       | 1       | 1       | 2            | 0            | 1            | 1            | 2            | 3            | 4      | 0      | 3      | 1      | 3      | 4      | -1  |
| Totale       |       | 17      | 3       | 7       | 7       | 14      | 22      | 17           | 0            | 7            | 10           | 7            | 24           | 34     | 3      | 14     | 17     | 21     | 46     | -25 |

### Statistiche dei giocatori
| Giocatore       | Serie A  | Serie A | Serie A     | Serie A    | Coppa Italia | Coppa Italia | Coppa Italia | Coppa Italia | Totale   | Totale | Totale      | Totale     |
| Giocatore       | Presenze | Reti    | Ammonizioni | Espulsioni | Presenze     | Reti         | Ammonizioni  | Espulsioni   | Presenze | Reti   | Ammonizioni | Espulsioni |
| --------------- | -------- | ------- | ----------- | ---------- | ------------ | ------------ | ------------ | ------------ | -------- | ------ | ----------- | ---------- |
| M. Albiero      | 4        | 0       | ?           | ?          | 4            | 0            | ?            | ?            | 8        | 0      | ?           | ?          |
| S. Borgonovo    | 1        | 0       | ?           | ?          | -            | -            | -            | -            | 1        | 0      | 0+          | 0+         |
| M. Butti        | 17       | 0       | ?           | ?          | -            | -            | -            | -            | 17       | 0      | 0+          | 0+         |
| E. Calloni      | 8        | 2       | ?           | ?          | -            | -            | -            | -            | 8        | 2      | 0+          | 0+         |
| A. Canazza      | 5        | 0       | ?           | ?          | -            | -            | -            | -            | 5        | 0      | 0+          | 0+         |
| G. De Gradi     | 21       | 1       | ?           | ?          | 1            | 0            | ?            | ?            | 22       | 1      | ?           | ?          |
| G. De Rosa      | 6        | 1       | ?           | ?          | 4            | 0            | ?            | ?            | 10       | 1      | ?           | ?          |
| R. Di Nicola    | 5        | 1       | ?           | ?          | -            | -            | -            | -            | 5        | 1      | 0+          | 0+         |
| S. Fontolan (I) | 29       | 1       | ?           | ?          | 4            | 1            | ?            | ?            | 33       | 2      | ?           | ?          |
| L. Fusi         | 2        | 0       | ?           | ?          | -            | -            | -            | -            | 2        | 0      | 0+          | 0+         |
| R. Galia        | 21       | 0       | ?           | ?          | 4            | 0            | ?            | ?            | 25       | 0      | ?           | ?          |
| G. Giuliani     | 27       | -35     | ?           | ?          | 4            | -4           | ?            | ?            | 31       | -39    | ?           | ?          |
| R. Gobbo        | 26       | 1       | ?           | ?          | 4            | 1            | ?            | ?            | 30       | 2      | ?           | ?          |
| G. Invernizzi   | 1        | 0       | ?           | ?          | -            | -            | -            | -            | 1        | 0      | 0+          | 0+         |
| A. Lombardi     | 28       | 1       | ?           | ?          | 4            | 0            | ?            | ?            | 32       | 1      | ?           | ?          |
| M. Mancini      | 30       | 1       | ?           | ?          | 4            | 0            | ?            | ?            | 34       | 1      | ?           | ?          |
| P. Marignoli    | 2        | 0       | ?           | ?          | -            | -            | -            | -            | 2        | 0      | 0+          | 0+         |
| G. Marozzi      | -        | -       | -           | -          | 1            | 0            | ?            | ?            | 1        | 0      | 0+          | 0+         |
| D. Mirnegg      | 11       | 0       | ?           | ?          | 4            | 0            | ?            | ?            | 15       | 0      | ?           | ?          |
| G. Morganti     | 13       | 0       | ?           | ?          | -            | -            | -            | -            | 13       | 0      | 0+          | 0+         |
| L. Mossini      | 21       | 2       | ?           | ?          | 3            | 0            | ?            | ?            | 24       | 2      | ?           | ?          |
| M. Nicoletti    | 23       | 4       | ?           | ?          | 4            | 1            | ?            | ?            | 27       | 5      | ?           | ?          |
| L. Occhipinti   | 10       | 0       | ?           | ?          | -            | -            | -            | -            | 10       | 0      | 0+          | 0+         |
| F. Radice       | 4        | 0       | ?           | ?          | -            | -            | -            | -            | 4        | 0      | 0+          | 0+         |
| R. Renzi        | 3        | -7      | ?           | ?          | -            | -            | -            | -            | 3        | -7     | 0+          | 0+         |
| R. Soldà        | 12       | 0       | ?           | ?          | -            | -            | -            | -            | 12       | 0      | 0+          | 0+         |
| A. Tempestilli  | 17       | 1       | ?           | ?          | -            | -            | -            | -            | 17       | 1      | 0+          | 0+         |
| A. Tendi        | 21       | 0       | ?           | ?          | 4            | 0            | ?            | ?            | 25       | 0      | ?           | ?          |